# Diospyros liberiensis
Diospyros liberiensis är en tvåhjärtbladig växtart som beskrevs av Auguste Jean Baptiste Chevalier och De Wild. Diospyros liberiensis ingår i släktet Diospyros och familjen Ebenaceae. Inga underarter finns listade i Catalogue of Life.